# Rostbrynad kägelnäbb
Rostbrynad kägelnäbb (Conirostrum rufum) är en fågel i familjen tangaror inom ordningen tättingar.

## Utbredning och systematik
Fågeln förekommer i bergstrakter i nordöstra Colombia och sydvästligaste Venezuela (Táchira). Den behandlas som monotypisk, det vill säga att den inte delas in i några underarter.

## Status
IUCN kategoriserar arten som livskraftig.